# 인피에르노 엔 엘 파라이소
《인피에르노 엔 엘 파라이소》(스페인어: Infierno en el paraíso)은 1999년 방영된 멕시코의 텔레노벨라이다.